# Яцівське родовище германію
Яцівське родовище германію — унікальне за величиною родовище германію в Росії.
Виявлене в 2003 році на півночі Красноярського краю поблизу тайгового села Ярцево.
За прогнозами, тут міститься декілька сотень тонн германію, що дозволить повністю задовольнити потреби внутрішнього ринку Російської Федерації.